# Cherry Valley (Kalifornia)
Cherry Valley – jednostka osadnicza w Stanach Zjednoczonych, w stanie Kalifornia, w hrabstwie Riverside.